# Robert de Mûelenaere
Pour les articles homonymes, voir De Mûelenaere.
Félix-Amand Robert de Mûelenaere, né à Ardoye le 10 janvier 1882, était issu d’une famille originaire du comté de Hollande qui se réfugia au XVIe siècle dans l’île de Cadzand et qui relevait du comté de Flandre. La famille s’établit à Bruges au XVIe siècle. Par la suite une branche de la famille s’installa à Koolskamp en Flandre occidentale.

## Robert de Mûelenaere
Le père de Robert de Mûelenaere, le docteur Conrad de Mûelenaere, né à Koolskamp, exerçait la médecine à Ardoye. Robert est décédé à Etterbeek le 14 octobre 1956.

### Activité scientifique et académique
Docteur en droit de l’Université de Gand, lauréat du concours universitaire, Robert poursuivit ses études aux universités de Paris, Londres et Bonn. Il fut promu Docteur en sciences politiques et sociales. Il publia en 1909 aux Editions Ch. Peeters, son premier ouvrage « La grève et le contrat de travail », qui porte sur le droit belge et le droit français. De 1919 à 1927, il enseigna le droit international privé, le droit civil et le droit pénal congolais à l’Ecole coloniale de Bruxelles. Nommé professeur ordinaire à l’université de Gand, il y enseigna la législation du Congo belge et Institutions coloniales, ainsi que le droit des Gens à l’Ecole des sciences politiques et à l’école supérieure des sciences commerciales et économiques. Il fut membre de l’Institut Royal Colonial Belge, section des sciences morales et politiques, devenu plus tard l’Académie Royale des sciences coloniales. Il fut l’auteur de nombreux ouvrages et publications scientifiques,.

### Carrière professionnelle
Entré au ministère des Colonies en 1909 après un stage au barreau de Bruxelles, il fut directeur des Affaires politiques et administratives et ensuite conseiller juridique du ministre en 1929 avec le grade de Directeur général.
Le 18 juin 1940, un conseil des Ministres réuni à Bordeaux décida que le Ministre des Colonies serait chargé d’une mission destinée à sauver les intérêts belges au Congo et d’éviter qu’il ne tombe sous l’influence britannique. Robert de Mûelenaere fut le seul à défendre l’opportunité et la légalité de la mesure suggérée par A. De Vleeschauwer. Il rédigea sur l’heure le texte d’un Arrêté-Loi édictant des mesures pour assurer l’exercice de l’autorité belge au Congo et au Ruanda-Urundi,. Le texte fut adopté le même jour par le Conseil des Ministres présidé par le premier ministre Hubert Pierlot,,,. Il confie la totalité du pouvoir législatif et exécutif pour le Congo à De Vleeschauwer, non pas en qualité de Ministre des Colonies, mais en qualité d’Administrateur général du Congo et du Ruanda-Urundi,. Même s’il perdait par la suite sa qualité de Ministre ou si cette qualité lui était contestée, il gardait ses pouvoirs sur les colonies. Il put ainsi user à lui seul de tous les droits dont jouissaient les Ministres réunis en conseil.

Selon l’analyse du professeur Stengers, De Vleeschauwer devenait au Congo, dans des formes parfaitement régulières, un « maître absolu ». Cet arrêté-loi fut capital pour l’avenir non seulement du Congo mais pour la Belgique qui put ainsi contribuer très activement à la guerre et gagner la sympathie des Alliés. Albert de Vleeschauwer, arrivé en Angleterre le 4 juillet, fut reçu par Winston Churchill le 8. Il lui offrit la collaboration entière du Congo. Cette offre fut acceptée immédiatement par le Premier ministre britannique avec la remarque qu’il souhaiterait voir Hubert Pierlot et tous ses collègues à Londres. L’Arrêté-loi du 18 juin 1940 fut maintenu en vigueur jusqu’au 29 avril 1942, où il sera remplacé par un Arrêté-loi confirmant au Ministre des Colonies le pouvoir de prendre des décrets et tous arrêtés. Les lois proprement dites devront à partir de cette date être signées par le Conseil des Ministres établi à Londres.

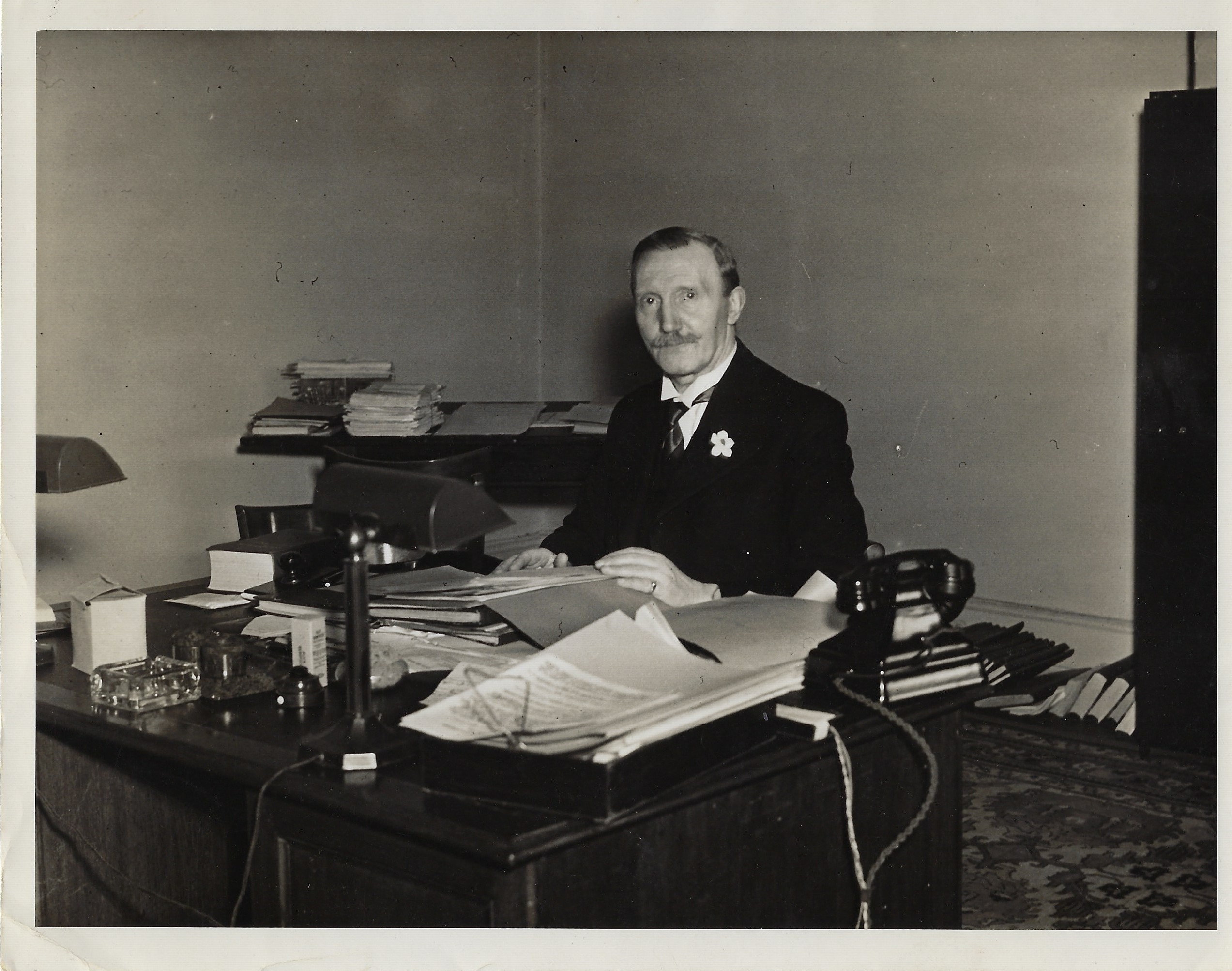
Robert de Mûelenaere au siège du Ministère des colonies à Londres.

Après avoir quitté Bordeaux avec sa famille, Robert de Mûelenaere traversa l’Espagne pour rejoindre le Ministre des Colonies à Lisbonne. Fin novembre 1940, il accompagna le Ministre au Congo belge avec pour mission de mettre au point la législation de guerre. Après cette mission il rejoignit Londres où il cumula les fonctions de chef de cabinet du Ministre et la direction des affaires juridiques.
Il effectua de fréquents déplacements dans de nombreuses colonies en Afrique avec lesquelles il établit des contacts pour le compte du gouvernement belge. Il rejoignit Londres peu avant les grands bombardements d’avril 1941. Une fois par semaine, il eut à remplir les fonctions de « Fire-Fighter » pendant les raids de l’aviation allemande sur le faubourg où il habitait. Il accompagna le Ministre lors de plusieurs missions aux Etats-Unis, au Congo.
Il siégea à Londres comme conseiller au Tribunal d’appel des juridictions maritimes belges et y fut membre de la Commission belge pour l’étude des problèmes d’après-guerre.
Rentré à Bruxelles le 8 septembre 1944, il poursuivit jusqu’au mois de mai 1945 sa tâche de chef de cabinet lorsque A. De Vleeschauwer fut remplacé par Edgard De Bruyne. Il reprit ensuite sa fonction de conseiller juridique jusqu’à la limite d’âge le 10 janvier 1947. Il poursuivit son enseignement à l’Université de Gand et à l’école des sciences coloniales jusqu’à l’âge de l’éméritat le dix janvier 1952. Parallèlement il présida la commission chargée de la traduction en néerlandais des codes et textes légaux congolais.

### Vie privée
F. A. Robert de Mûelenaere épousa en premières noces le 5 novembre 1913 Adeline Dubois, fille de Jacques-Léo Dubois, brasseur à Lebbeke. Six enfants naquirent de cette première union. Il épousa en secondes noces Mariette Damman, fille d’Henri, lui-même brasseur à Waregem. Il créa à Etterbeek au profit des gens les plus démunis la section de la Saint-Vincent de Paul-Sint Martinus de sa paroisse d’Etterbeek. Il la présida jusqu’à son décès.

### Distinctions honorifiques
Grand-officier de l'’ordre de la Couronne, Commandeur de l’ordre de Léopold, Commandeur de l’ordre royal du Lion, Commandeur de l’ordre de Léopold II, Grand officier de l’Ordre du Nicham-el-Anouar (France), Commandeur de l’ordre de l’Etoile noire du Bénin (France). Commandeur de l’ordre Instruçao e Benemerentia.